# Raïon de Ratne
Le raïon de Ratne (en ukrainien : Ратнівський район, Ratnivskyï raïon) ou raïon de Ratno (en russe : Ратновский район, Ratnovski raïon) est une subdivision administrative de l'oblast de Volhynie, dans l'ouest de l'Ukraine. Son centre administratif est la commune urbaine de Ratné.

## Géographie
Le raïon s'étend sur 1 437 km2 dans le nord de l'oblast. Il est limité au nord par la Biélorussie, à l'est par le raïon de Lioubechiv et le raïon de Kamin-Kachyrskyï, au sud par le raïon de Stara Vyjivka et à l'ouest par le raïon de Chatsk.

## Histoire
Le raïon de Ratné a été établi le 17 janvier 1940 par un décret du Présidium du Soviet suprême de l'URSS. En 1962, il fut supprimé et son territoire rattaché au raïon de Kamin-Kachyrskyï. Il fut rétabli en 1965.

## Population

### Démographie
Recensements (*) ou estimations de la population :
| 1959*  | 1970*  | 1979*  | 2009   | 2010   | 2011   |
| ------ | ------ | ------ | ------ | ------ | ------ |
| 44 473 | 55 873 | 55 221 | 51 624 | 51 546 | 51 651 |

### Subdivisions
Le raïon ne compte aucune ville mais deux communes urbaines (Kolky et Ratné) et 67 villages.